# The Stormlight Archive
The Stormlight Archive (en català, L'arxiu de les tempestes) és una sèrie de novel·les de fantasia èpica escrita per l'autor estatunidenc Brandon Sanderson. El primer (de 10 volums planificats) és The Way of Kings (El camí dels reis), es va publicar el 31 d'agost de 2010. El segon, Words of Radiance (Paraules radiants), es va publicar el 4 de març de 2014. El tercer, Oathbringer (Juramentada), es va publicar el 14 de novembre de 2017. El quart llibre de la saga, Rythm of war (El ritme de la guerra), es va publicar el 17 de novembre de 2020.

## Llibres
| #     | Títol                     | Pàgines en l'edició de tapa dura | Pàgines en l'edició rústica | Capítols | paraules   | Audio    | Data de publicació     | Personatge principal |
| ----- | ------------------------- | -------------------------------- | --------------------------- | -------- | ---------- | -------- | ---------------------- | -------------------- |
| 1     | The Way of Kings          | 1001                             | 1258                        | 75       | 383,389    | 45h 34m  | 31 d'agost de 2010     | Kaladin Stormblessed |
| 2     | Words of Radiance         | 1080                             | 1328                        | 89       | 399,431    | 48h 14m  | 4 de maç de 2010       | Shallan Davar        |
| 2.5   | Edgedancer                | 272                              |                             | 20       | 40,666     | 6h 26m   | 22 de novembre de 2016 | Lift                 |
| 3     | Oathbringer               | 1233                             | 1243                        | 122      | 451,912    | 55h 02m  | 14 de novembre de 2017 | Dalinar Kholin       |
| 3.5   | Dawnshard                 | 269                              |                             | 21       | 56,282     | 7h 10m   | 5 de novembre de 2020  | Rysn Ftori           |
| 4     | Rhythm of War             | 1232                             | 1296                        | 117      | 455,891    | 57h 26m  | 17 de novembre de 2020 | Venli                |
| 4.5   | Horneater                 |                                  |                             |          |            |          | 2024                   | Rock                 |
| 5     | Knights of Wind and Truth |                                  |                             |          | 400,000+   |          | Novembre de 2024       | Szeth-son-Neturo     |
| Total | Total                     | 5087                             | 5125                        | 443      | 2 200 000+ | 219h 52m | 2010–present           |                      |

Es planegen deu llibres en la sèrie, dividits en dos conjunts de cinc llibres cadascun. Sanderson descriu l'arc de la història planificada del segon conjunt de cinc llibres com una "seqüela" del primer conjunt, amb algunes aparicions de personatges del primer conjunt. Es planeja que el quart llibre tingui lloc un any després dels esdeveniments de Juramentada. El major salt de temps en la sèrie ocorrerà entre el cinquè i el sisè llibre, que seran aproximadament 10 o 15 anys.

## Conceptes

### Món
Roshar és el nom del planeta en el qual es troba "L'arxiu de les tempestes". També és el nom del supercontinent en el qual tenen lloc els principals esdeveniments de la sèrie. És el segon planeta des del seu sol i té tres llunes, cadascuna de les quals creix i minva per separat de les altres. El món és assaltat periòdicament per "altes tempestes", caracteritzades per un front de tempesta molt violent que viatja d'est a oest, seguit de pluges més febles. Les terres en Shinovar, més a l'oest en el continent principal de Roshar, estan protegides en la seva majoria de les tempestes pels alts pics de les muntanyes de Misted. La majoria de les plantes que creixen en Shinovar, que s'assemblen a la vida vegetal del món real, no poden créixer en altres parts de Roshar. Les tempestes elèctriques ocorren amb freqüència i, encara que no semblen seguir un patró simple, els guardians de tempestes poden predir amb precisió el seu horari a través de matemàtiques complexes. La flora i la fauna han evolucionat per a fer front a aquesta condició.

### Nacions i regions
Durant les Èpoques heràldiques, Roshar va ser governada per una coalició de deu nacions conegudes com els Regnes d'Argent. Després de la partida dels Heralds i la desaparició de les ordes dels Cavallers Radiants, aquests regnes es van dividir en uns altres més petits:
- Alethkar
- Frostlands
- Jah Keved
- Herdaz
- Thaylenah
- Tu Bayla
- Triax
- Tu Fallia
- Greater Hexi
- Marat
- Tukar
- Emul
- Azir
- Yulay
- Marabethia
- Babatharnam
- Desh
- Yezier
- Alm
- Tashikk
- Liafor
- Steen
- Aimia
- Shinovar
- Iri
- Rira
- Illes Reshi

## Races
L'arxiu de les tempestes presenta diverses races, encara que la majoria sovint es retraten com a diferents ètnies d'humans. Algunes d'aquestes races inclouen:
- Thaylens: Reconeguts comerciants d'una nació illenca. Posseeixen llargues celles que es poden dissenyar per a inclinar-se o corbar-se darrere de les orelles.
- Alethi : Originaris de la nació de Alethkar, els Alethi són membres d'una de les quatre nacions Vorin. Tenen una herència militar famosa i posseeixen pell bronzejada i cabell fosc.
- Natanatani: Originaris de la nació Vorin que habita en Nova Natanan, els Natanatani sovint usen guants i tenen una pell lleugerament blavosa.
- Vedin: Originaris de la nació Vorin de Jah Keved, els Vedens es caracteritzen per la seva pell pàl·lida i cabell vermellós.
- Azish: Originaris de la nació de Azir, els azish tenen pell i cabell foscos. Els contacontes azish viatgen pel món, difonent el coneixement d'altres terres i cultures.

## Recepció

### The Way of Kings
En la seva primera setmana de llançament, The Way of Kings va ser núm. 7 en la llista de best seller del New York Times. En les setmanes següents, el llibre va ser el número 11, el número 20 i el número 25.
SF Reviews va assenyalar: "El viatge és luxós, el paisatge sovint és impressionant, però The Way of Kings és realment un camí llarg i sinuós". Keepingthedoor.com va comentar: "The Way of Kings és una sèrie que, com La roda del temps de Robert Jordan, Cançó de gel i foc de George R. R. Martin i les epopeies del regne dels Vetulus de Robin Hobb, tot aficionat de la fantasia ha de llegir i estar familiaritzat. Aquesta serà una de les sèries gegants que ajudaran a donar forma a tota l'escena. Prengui's una setmana lliure i compri The Way of Kings. No es penedirà".

## Personatges
-Kaladin: Valent soldat (origen humil), el qual en el passat fou el fill d'un reputat cirurgià (ulls foscos)
-Shallan Davar: Filla d'un noble de baix rang, vol convertir-se en erudita i ser pupil·la de Jasnah, la germana del rei
-Dalinar Kholin: "L'espina negra" el tiet del rei Elhokar i germà del rei Gavilar, assassinat. És un reputat general i portador d'esquirles.